# Ierse parlementsverkiezingen 1977
De Ierse parlementsverkiezingen  1977 vonden plaats op 16 juni. Bij deze verkiezingen werd de Dáil uitgebreid van 144 naar 148 zetels.

## Achtergrond
In de aanloop naar de verkiezingen leek het erop dat de zittende regering, die bestond uit de Labour Partij en Fine Gael, een meerderheid had om aan een tweede termijn te beginnen. Dit was nog nooit eerder voorgekomen in de geschiedenis van Ierland. Deze verwachting was mede gebaseerd op het feit dat James Trully, minister van Lokaal Bestuur, de grenzen van een aantal kiesdistricten had aangepast, waarvan vooral de regeringspartijen zouden profiteren.
De grootste oppositiepartij, Fianna Fáil met aan het hoofd Jack Lynch, beloofde de kiezer verlaging van de huizenbelasting, het afschaffen van de wegenbelasting en het naar beneden brengen van de werkloosheid.
Veel Republikeinse stemmers waren ook boos op Liam Cosgave, de zittende premier en leider van Fine Gael. Zij vonden dat hij te hard optrad richting de Provisional Irish Republican Army (PIRA) na afloop van de aanslagen in Dublin en Monaghan. Bij deze aanslagen verloren 33 personen het leven.
In de aanloop naar de verkiezingen werd het duidelijk dat Fianna Fáil deze zou gaan winnen, maar niemand had zo'n grote overwinning verwacht. De partij behaalde een grote meerderheid in het parlement. Na de verkiezingen traden Cosgave en Brendan Corish, lijsttrekker voor de Labour Partij, af als partijleider. Op 5 juli nam de nieuwe regering zitting met Jack Lynch aan het hoofd.

## Uitslag
| Partij                     | Stemmen   | %    | ±%    | zetels | verschil |
| -------------------------- | --------- | ---- | ----- | ------ | -------- |
| Fianna Fáil                | 811.615   | 50.6 | ▲ 4.4 | 84     | ▲ 16     |
| Fine Gael                  | 488.767   | 30.5 | ▼ 4.6 | 43     | ▼ 11     |
| Irish Labour Party         | 186.410   | 11.6 | ▼ 2.1 | 17     | ▼ 2      |
| Sinn Féin (Workers' Party) | 29.561    | 1.7  | ▲ 0.6 | 0      | 0        |
| Onafhankelijken            | 60.551    | 5.5  | ▲ 2.0 | 4      | 0        |
| Totaal                     | 1.603.027 | 100% | ▲ 4   | 148    |          |